# Huillé
Huillé ist eine Ortschaft und eine ehemalige französische Gemeinde mit 528 Einwohnern (Stand: 1. Januar 2022) im Département Maine-et-Loire in der Region Pays de la Loire. Sie gehörte zum Arrondissement Angers und zum Kanton Angers-6. Die Einwohner werden Huilléens genannt.
Mit Wirkung vom 1. Januar 2019 wurden die früheren Gemeinden Huillé und Lézigné zur Commune nouvelle Huillé-Lézigné zusammengeschlossen und haben dort den Status einer Commune déléguée. Der Verwaltungssitz befindet sich im Ort Lézigné.

## Geographie
Huillé liegt etwa 24 Kilometer nordöstlich von Angers in der Baugeois am Loir, der die südliche Gemarkungsgrenze bildet. Umgeben wurde Huillé von den Nachbargemeinden Morannes sur Sarthe-Daumeray im Norden und Nordwesten, Durtal im Norden und Osten, Lézigné im Süden und Osten, Seiches-sur-le-Loir im Südwesten sowie Baracé im Westen.

## Bevölkerungsentwicklung
| Jahr                       | 1962 | 1968 | 1975 | 1982 | 1990 | 1999 | 2006 | 2013 |
| Einwohner                  | 526  | 491  | 384  | 361  | 373  | 406  | 480  | 543  |
| Quellen: Cassini und INSEE |      |      |      |      |      |      |      |      |

## Sehenswürdigkeiten
- Kirche St-Jean-Baptiste aus dem 15. Jahrhundert, seit 1980 Monument historique
- Ehemaliges Pfarrhaus
- Schloss Huillé aus dem 14. Jahrhundert, seit 1975 Monument historique
- Schloss Le Plessis-Greffier, ursprünglich aus dem 13. Jahrhundert mit Um- und Anbauten aus dem 17. Jahrhundert, seit 1969 Monument historique

Siehe auch: Liste der Monuments historiques in Huillé-Lézigné

## Weinbau
Der Ort gehört zum Weinbaugebiet Anjou.